# Giant Little Ones
Giant Little Ones ist ein Filmdrama von Keith Behrman, das am 9. September 2018 im Rahmen des Toronto International Film Festivals seine Premiere feierte und am 1. März 2019 in die US-Kinos kam.

## Handlung
Der 16-jährige Franky Winter und sein bester Freund Ballas Kohl besuchen die gleiche Highschool und gehören beide zum Schwimmteam der Schule. Franky ist mit Priscilla zusammen, dem hübschesten Mädchen der Schule. Beim Sex mit ihr ist er allerdings zurückhaltend, auch weil er bemerkt, dass er sich von ihr nicht sexuell angezogen fühlt, was der nette Junge ihr jedoch nicht sagen will. Die beiden Freunde verbringen ihre Tage damit, durch die Stadt zu radeln und sich mit ihren Freundinnen zu rühmen. Ballas und seine Freundin Jess hatten schon Sex. Priscilla versucht die Dinge voranzutreiben und will Franky an seinem 17. Geburtstag sein erstes Mal schenken, doch es kommt anders. In der Nacht von Frankys Geburtstag hat er im Dunkeln betrunken Oralsex mit seinem besten Freund. 
Es dauert nicht lange, bis Ballas behauptet, Franky habe ihn ausgenutzt und zum Sex verführt. Die Lüge breitet sich wie ein Lauffeuer an der Schule aus und damit Gerüchte über Frankys sexuelle Orientierung. Er wird gemobbt und von Mitgliedern seiner Schwimmmannschaft zusammengeschlagen. Frankys Vater Ray versucht immer wieder, mit seinem Sohn in Kontakt zu treten. Ray hatte seine Mutter Carly wegen eines Mannes verlassen. Während dies für sie in Ordnung zu sein scheint, hatte Franky trotz des Bittens seiner Mutter, mit seinem Vater zu sprechen, keinen Kontakt zu ihm. Eine weitere wichtige Vertraute wird Natasha, Ballas Schwester, über deren Sexualleben ebenfalls Gerüchte kursieren. Nachdem Franky erfährt, dass Natasha missbraucht wurde, weshalb sie vorerst keinen Sex mit ihm haben kann, reagiert er verständnisvoll. Natashas Vater Nic bittet Franky, seine Tochter wegen den Geschehnissen äußerst behutsam zu behandeln. 
Franky findet heraus, dass Ballas die Dinge initiierte und seine erste sexuelle Erfahrung nichts Echtes war. All die Jahre ihrer engen Freundschaft scheinen plötzlich wie ausgelöscht. Aber eine letzte dramatische Begegnung zwischen Franky und Ballas löst unerwartete Veränderungen aus. 

## Produktion

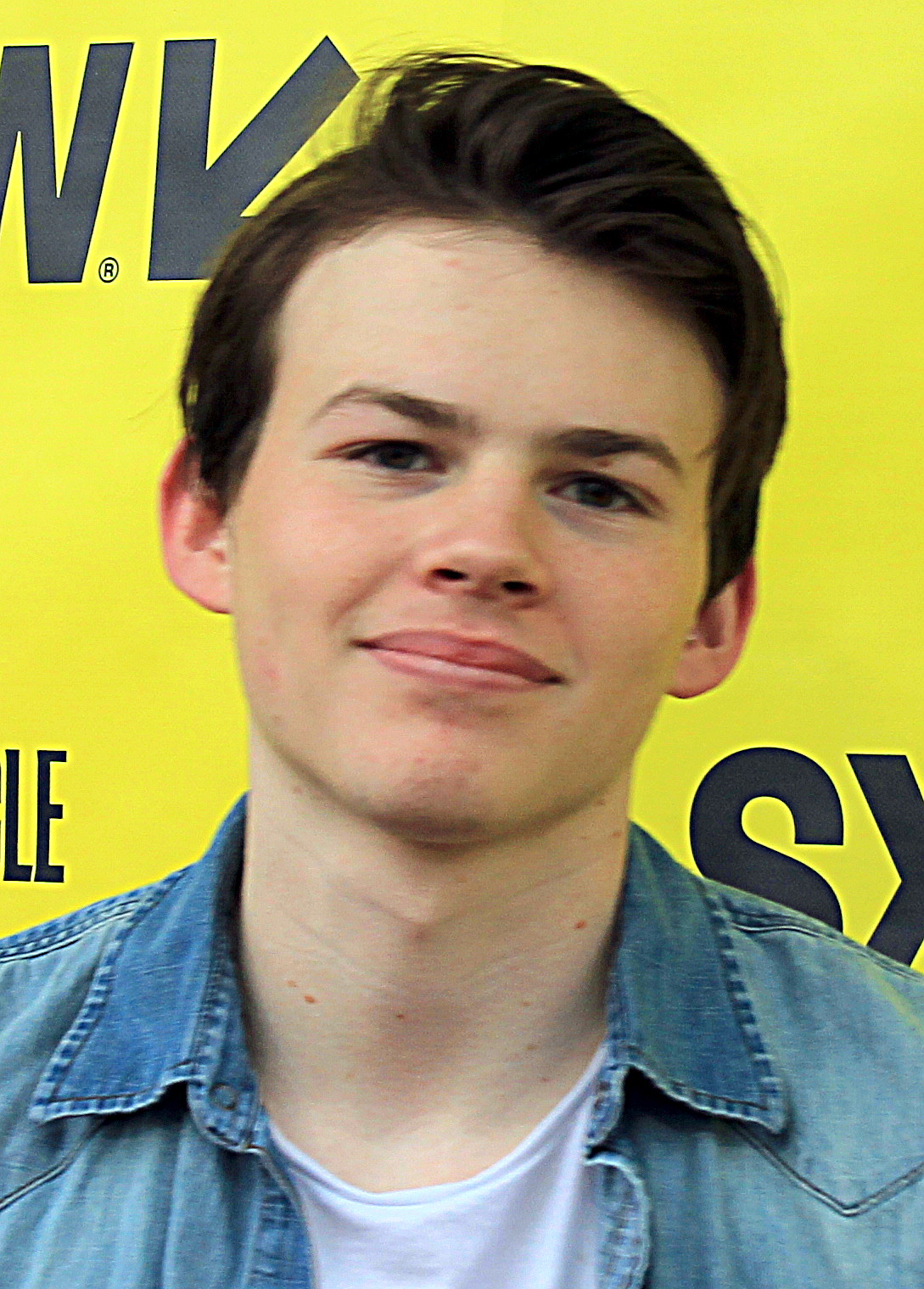
Josh Wiggins, hier bei der Vorstellung des Films Walking Out beim South by Southwest Filmfestival 2017, übernahm im Film die Rolle von Franky Winter

Regie führte Keith Behrman, der auch das Drehbuch schrieb. Ein Grund, den Film zu machen, war für ihn eine Reihe von Selbstmorden von Jugendlichen in Kanada einige Jahre zuvor, kurz bevor die Kampagne „It Gets Better“ („Es wird besser“) begonnen hatte.
Die Hauptrolle von Franky Winter übernahm Josh Wiggins. Die Schauspielerin Maria Bello, die auch eine der Produzentinnen des Films ist, spielt seine Mutter Carly, Kyle MacLachlan seinen Vater Ray. Darren Mann ist in der Rolle von Ballas Kohl zu sehen, dessen Schwester Natasha spielt Taylor Hickson. Hailey Kittle ist in der Rolle von Frankys Freundin Priscilla zu sehen, Kiandra Madeira spielt Ballas Freundin Jess. Carson MacCormac spielt Michael, einen Kollegen aus Frankys Schwimmmannschaft. Frankys Kumpel Mouse wird von der Schauspielerin Niamh Wilson gespielt.
Der Film wurde im kanadischen Sault Ste. Marie gedreht. Als Kameramann fungierte Guy Godfree.
Die Filmmusik komponierte Michael Brook. Der Soundtrack wurde am 15. März 2019 von Lakeshore Records veröffentlicht.
Der Film wurde am 9. September 2018 im Rahmen des Toronto International Film Festivals erstmals gezeigt. Im Januar 2019 wurde er beim Palm Springs International Film Festival vorgestellt. Der Kinostart in den USA erfolgte am 1. März 2019. Die Deutschlandpremiere war am 27. März 2019 im Rahmen des Queergestreift Filmfestivals geplant. Im August 2019 wurde er im Rahmen der Münchner Filmkunstwochen gezeigt, ebenso beim queerfilmfestival.
Seit dem 27. März 2020 ist der Film in Deutschland auf DVD, Blu-ray und digital erhältlich. In der deutschen Synchronisation leiht Felix Auer dem Protagonisten Franky	seine Stimme, während sein Vater Ray und seine Mutter Carly von Thomas Wenke und Claudia Urbschat-Mingues gesprochen werden.

## Rezeption

### Kritiken
Der Film konnte bislang 93 Prozent aller Kritiker bei Rotten Tomatoes überzeugen und erhielt hierbei eine durchschnittliche Bewertung von 7,5 der möglichen 10 Punkte.
Boyd van Hoeij von The Hollywood Reporter schreibt, die wunderschön aufgebaute Geschichte bewege sich über die Klischees des Genres hinaus, indem sie erforsche, wie die Millennial-Generation Sexualität, Mobbing und das Erwachsenwerden erlebt. Auch zeige der Film, dass Elternschaft bedeutet, Kindern Raum zu geben und sie gehen zu lassen. Allerdings wirkten einige Dialoge unbeholfen, so Frankys Gespräche mit Mouse.
Derek Smith vom Slant Magazine meint, durch die Darstellung der unterschiedlichen Reaktionen von Franky und Ballas auf das gemeinsame sexuelle Erlebnis vermittele der Film ein differenzierteres Verständnis der Erwartungen in Bezug auf Sexualität. Noch deutlicher zeige Giant Little Ones, wie queere Menschen auf den Druck reagieren, der mit ihrer sexueller Identitätsfindung einhergeht, sei es Ballas Macho-Attitüden, Rays Geduld und Zärtlichkeit, Mouses bitterer Humor oder Frankys dauernde Unsicherheit. So gelinge ein authentisches und vielseitiges Porträt von Jugendlichen und deren Sexualität.
Roger-Ebert-Kritiker Matt Fagerholm schreibt, Ballas instinktive Entscheidung, sich gegen Connor zu wenden und zuzuschlagen, spreche Bände über dessen Selbsthass. Am verblüffendsten und erfrischendsten sei die erotische Verbindung zwischen Franky mit Natasha, was alle gängigen Konstrukte in Bezug auf seine Orientierung verwische. Der Film stehe zu der Tatsache, dass manche zerstörte Beziehung möglicherweise nie wieder repariert werden kann, zeige gleichzeitig aber auch, wie seine Helden nicht nur vergeben können, sondern darüber hinaus auch lernen, sich selbst zu akzeptieren. Fagerholm glaubt, dass sich viele junge Menschen nach dem Anschauen des Films von einer riesigen Belastung befreit fühlen werden, da das Stigma, das sie in ihrer Selbstverwirklichung einschränkt, sich aufzulösen beginnt.

### Einsatz im Schulunterricht
Das Onlineportal kinofenster.de empfiehlt den Film ab der 9. Klasse für die Unterrichtsfächer Biologie, Ethik, Sozialkunde/Gemeinschaftskunde, Psychologie und Englisch und bietet Materialien zum Film für den Unterricht. Dort heißt es unter anderem, die zentrale, aber in den Nebensträngen schon fast beiläufige Darstellung verschiedener Formen von Queerness, Sexualität und auch sexueller Gewalt sei zeitgemäß und somit ein idealer Anknüpfungspunkt für das Gespräch mit Jugendlichen.